# Agricultura în Egiptul antic

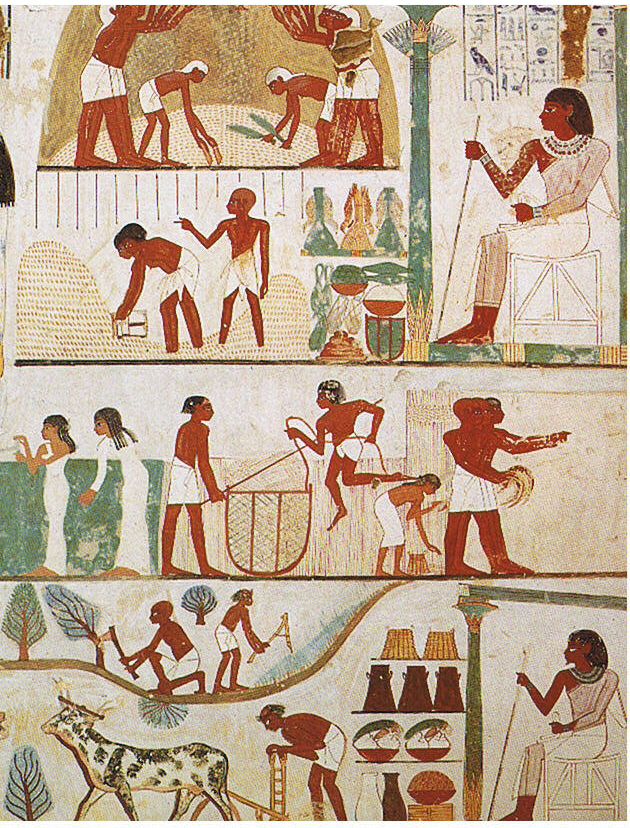
Reprezentari ale practicilor agricole de pe mormantul lui Nakht

Civilizația Egiptului antic s-a dezvoltat datorită fluviului Nil și inundațiilor sezoniere. Predictibilitatea revărsărilor și solurile fertile oferite le-au permis egiptenilor  să-și construiască un imperiu pe baza unei bogății agricole. Egiptenii sunt acreditați ca fiind unul dintre primele grupuri de oameni care au practicat agricultura la scară largă.    Acest lucru a fost posibil datorită ingeniozității acestora care au dezvoltat bazinele de irigație. Cultivau cereale, cum ar fi grâu și orz, și plante industriale, cum ar fi inul și papirusul.

## Geografie

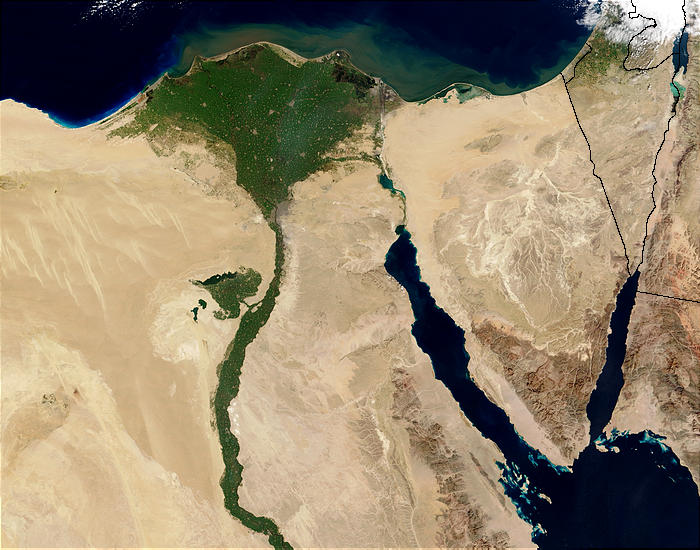
Nilul privit din spatiu

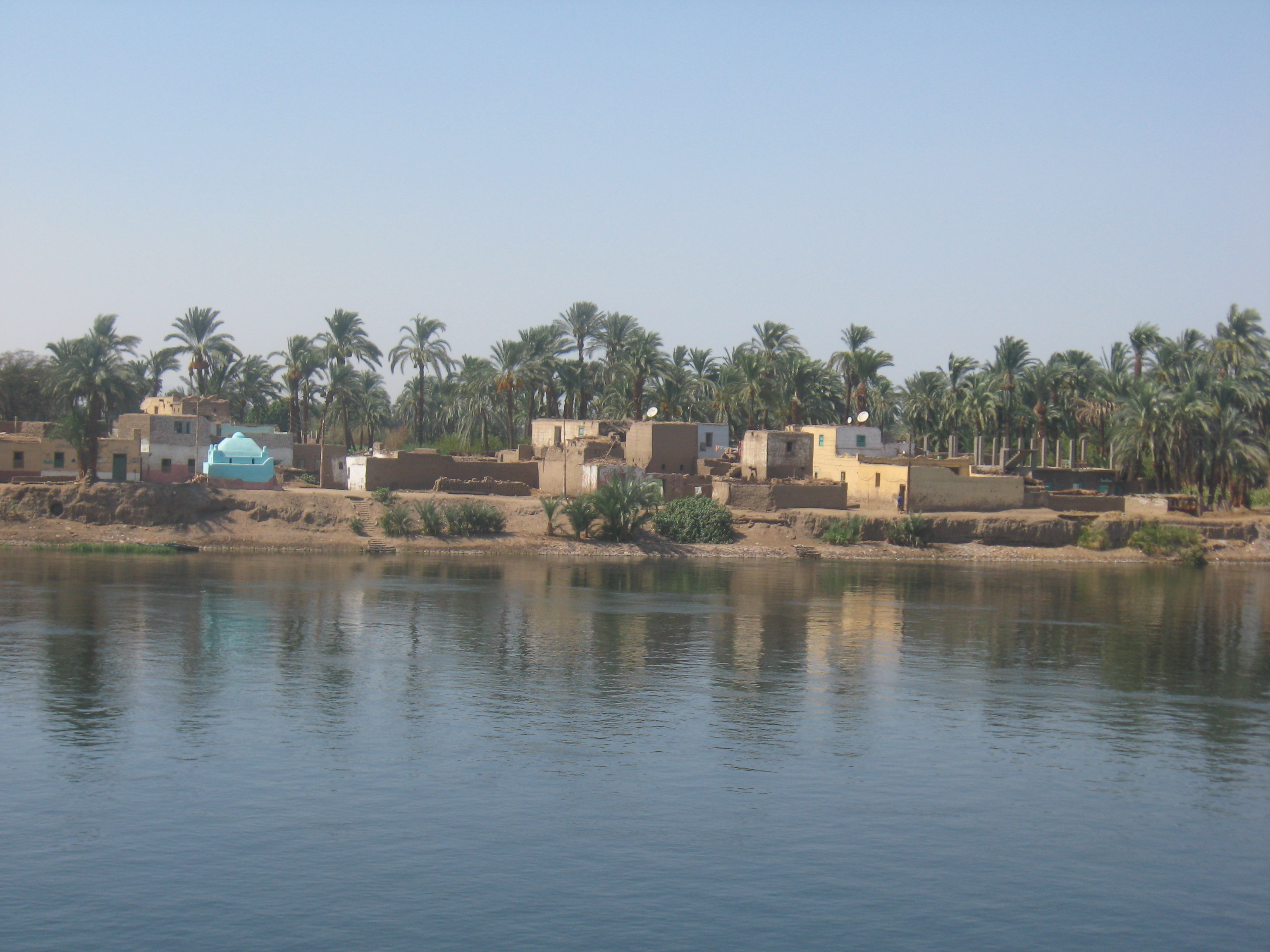
Malul Nilului

Civilizația Egiptului antic s-a dezvoltat în climatul arid din nordul Africii.  Această regiune are mai multe caracteristici geografice cheie, ca deșerturile arabe și libiene   și fluviul Nil ce izvorăște din munții Rwandei și Burundi și se varsă în Marea Mediterană printr-o deltă,  traversând statele africane: Sudan, Sudanul de Sud, Burundi, Rwanda, Tanzania, Uganda, Etiopia și Egipt. 
Valea Nilului era numită ca fiind "Ținutul Negru", deoarece mâlul rămas după revărsare era negru. Deșertul stâncos era numit "Ținutul Roșu".
Egiptul nu are  parte de precipitații dese, în schimb,  Nilul a fost cheia pentru dezvoltarea civilizației egiptene. Fluviul era asemeni unei oaze fertile în mijlocul deșerturilor mari care le-a  permis egiptenilor să se dezvolte într-un stat puternic, bazat pe  bogăție agricolă. Dependența Egiptului de fluviu ca sursă de viață nu a fost unic. Această dependență a fost caracteristică mai multor regate antice, inclusiv celor din Mesopotamia care se bazau pe fluviile Tigru și Eufrat  și civilizațiile din India care se bazau pe Indus. 

## Sistemele agricole

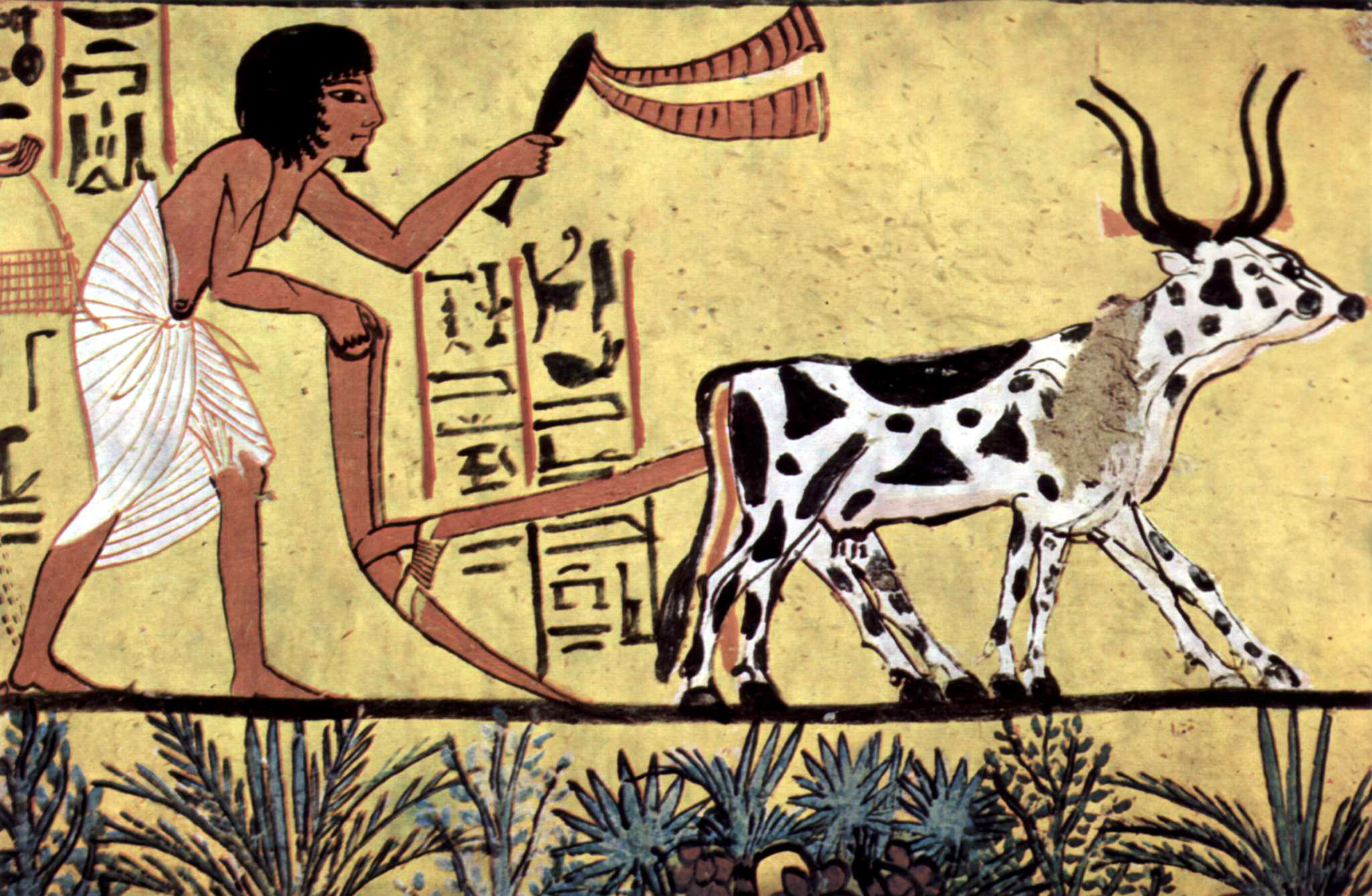
Plug tras de boi din Egiptul Antic, c. 1200 î.en

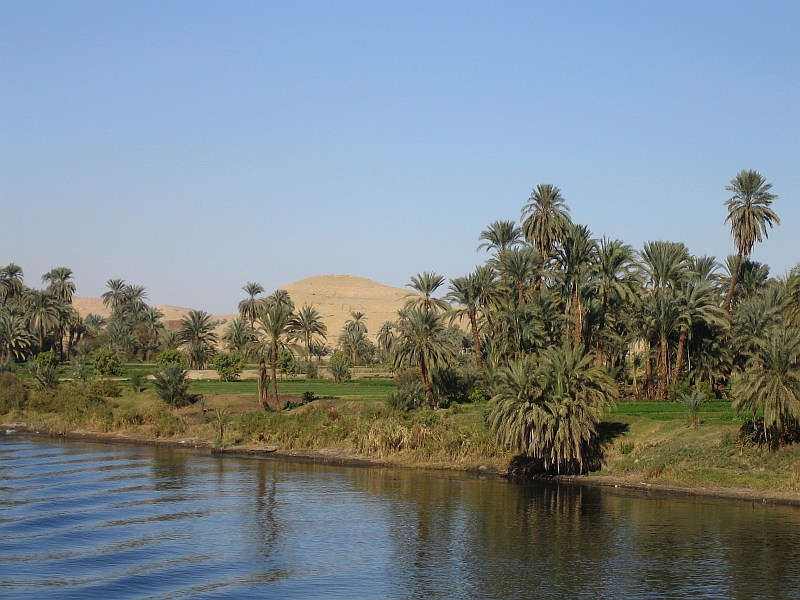
Nilul

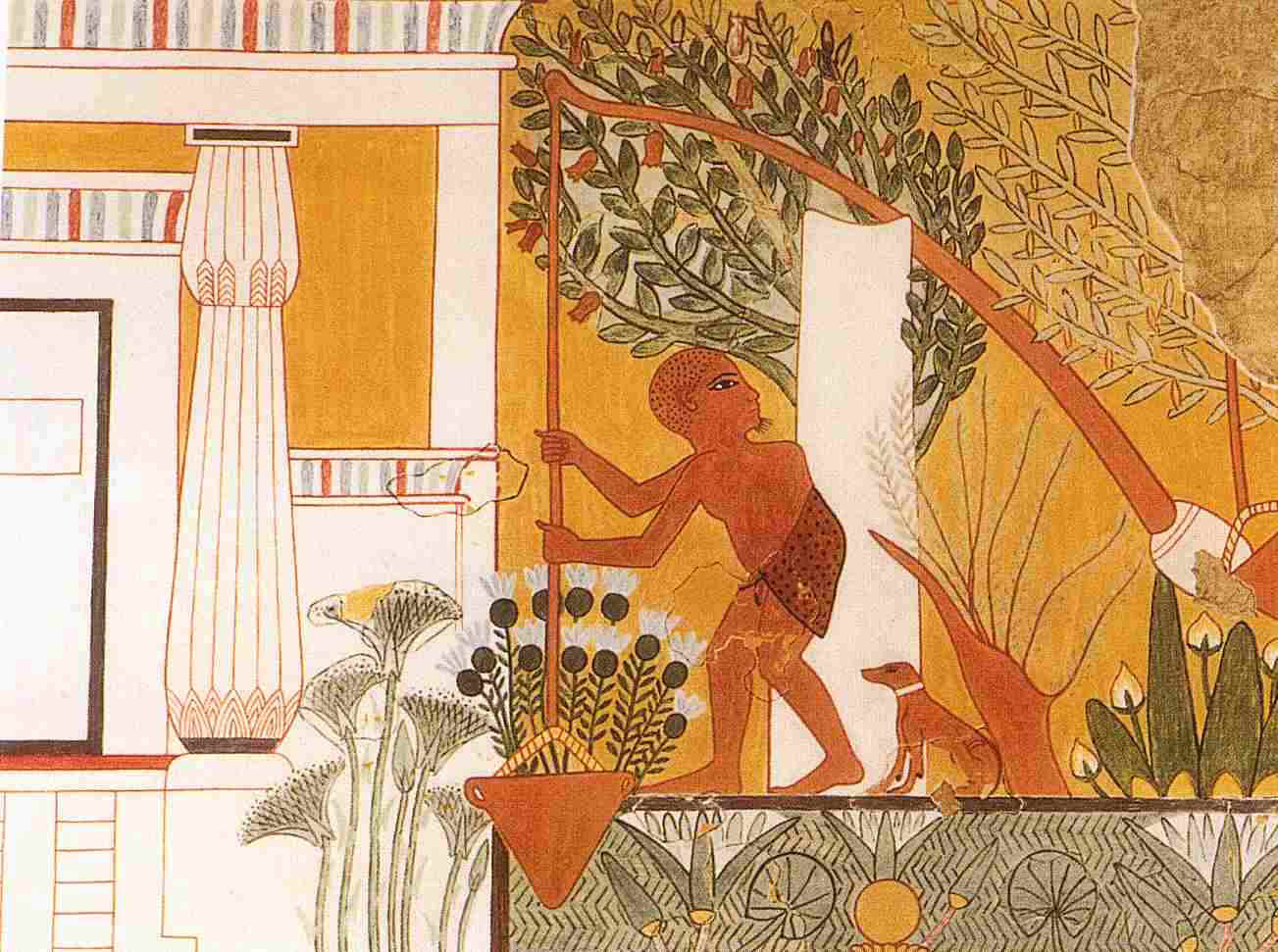
Cumpana

Egiptenii au profitat de sistemul ciclic de inundații ale Nilului. Deoarece inundațiile erau previzibile, egiptenii au reușit să-și dezvolte practicile lor agricole prin irigare. Nivelurile de apă ale fluviului creșteau între lunile iunie-septembrie, lăsând lunca și Delta sub 1,5 metri de apă. Pe măsură ce apele se retrăgeau în octombrie, lăsau în urma lor  un sol mâlos, foarte fertil, numit nămol, ce avea substanțe și minerale necesare creșterii plantelor.
Plantarea avea loc în octombrie o dată ce apele se retrăgeau , iar recoltele erau  lăsate să crească cu grija până între lunile martie și mai. Nu întotdeauna, Nilul era benefic pentru egipteni. Revărsările prea mari erau  distructive și puteau distruge canalele pentru irigare. Lipsa de inundații însemna un an de foamete pentru egipteni.
După seceriș, boabele de grâu și orz erau adunate și depozitate în grânare.
Irigarea le-a permis egiptenilor de a se folosi de apele Nilului pentru o varietate de scopuri și le-a acordat un control mai mare asupra practicilor agricole.

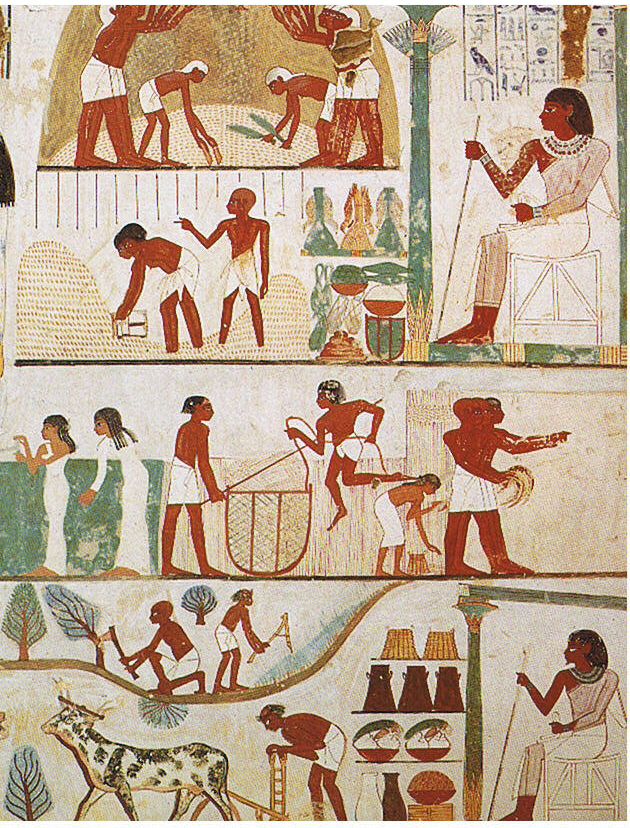
Reprezentari ale practicilor agricole de pe mormantul lui Nakht

Egiptenii săpau canale pentru ca apa să ajungă la plante. Această practică le-a permis să controleze creșterea și devărsarea râului pentru a se conforma nevoilor lor agricole. O rețea zigzag de ziduri de pământ era formată într-un câmp de recolte care erau inundate. Când veneau inundațiile, apa umplea canalele. Această rețea de canale reținea apa mai mult decât ar fi rămas în mod natural, permițând solului să devină suficient de fertil pentru a începe plantarea.  
Egiptenii întrețineau livezi și grădini, practicând și horticultură. Cultivatorii erau nevoiți să transporte manual apa pentru a uda livezile . În plus, în timp ce Nilul aducea aluviuni care fertilizau in mod natural valea, grădinile trebuiau să fie fecundate cu  îngrășământ . Aceste grădini și livezi erau în general, folosite pentru a cultiva legume, viță de vie și pomi fructiferi.

Egiptenii utilizau sape,greble, plugul uneori înhămat de coarnele boilor pentru arat și secera din silex sau bronz pentru seceriș.
Mai târziu, egiptenii au preluat cumpăna de la mesepotamieni  folosită la scoaterea apei din fluviu. 
În perioada persană sau romană , egiptenii utilizau "saqias", dispozitive din lemn montate pe două roți, trase de un   animal de povară,  ce  scufundau  gălețile în fluviu  și aruncau apa  în canale .

## Culturi agricole

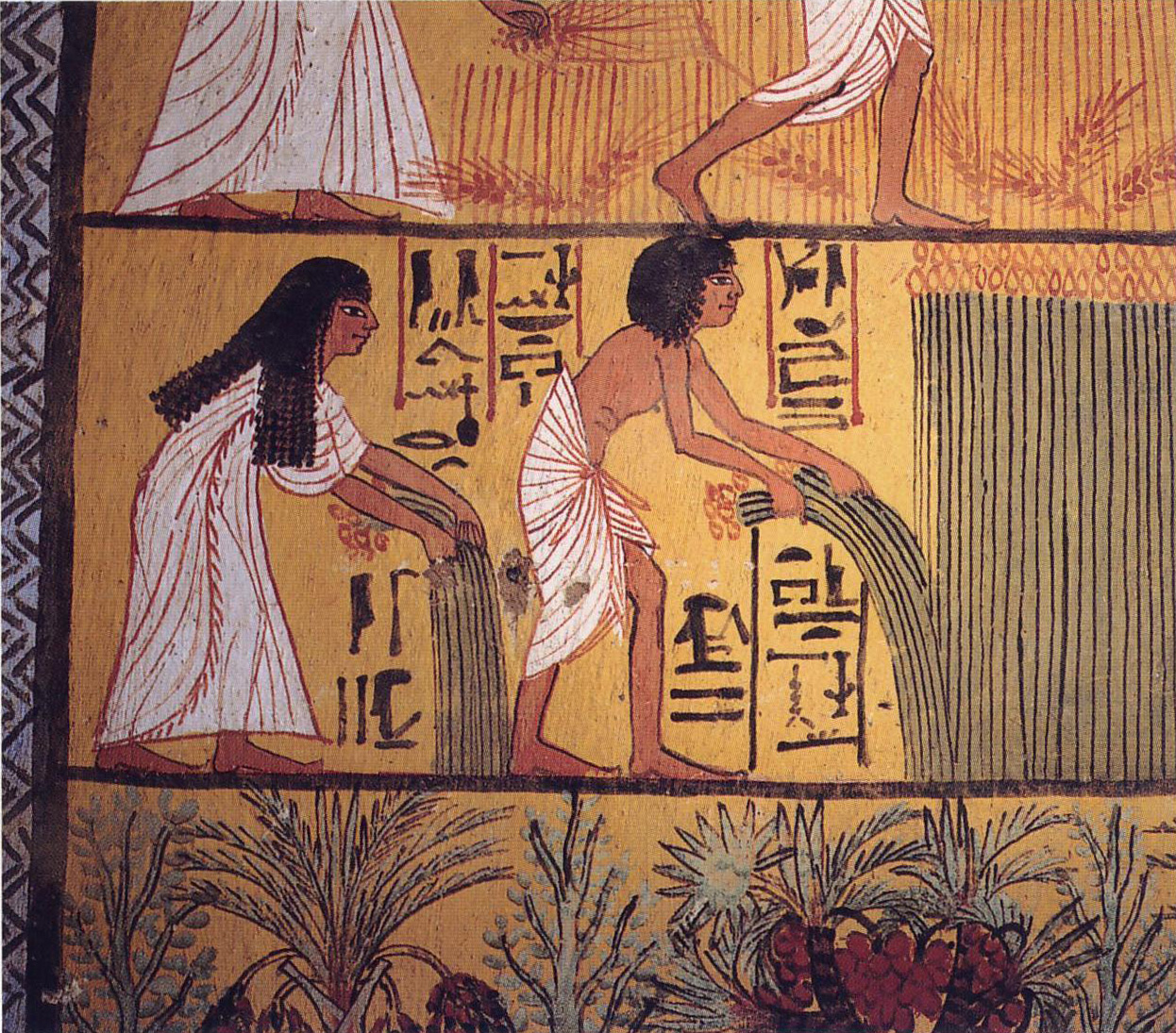
Recoltarea

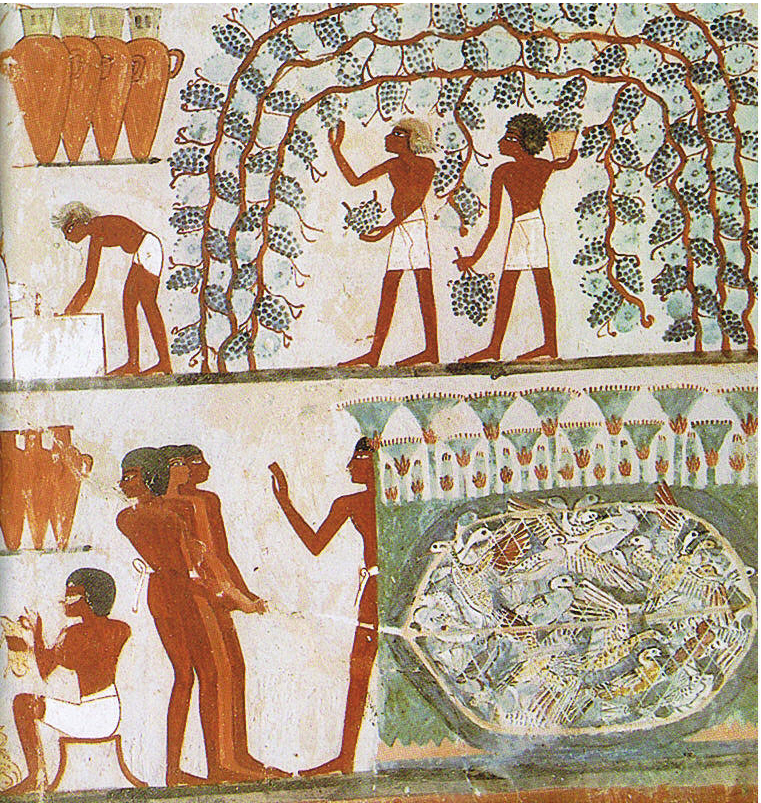
Culesul vitei-de-vie

### Culturi alimentare
Egiptenii au crescut o  varietate de culturi pentru consum, inclusiv cereale , legume și fructe . Cu toate acestea, dieta lor se învârtea în jurul mai multor culturi de bază, în special cerealele și orzul . Orzul era cultivat   cu intenția de a fi  mai târziu  fermentat  pentru a produce bere . Alte cereale majoritar cultivate includeau  einkorn, grâul emmer  ce era pentru coacerea pâinii . Egiptenii mai cultivau  fasole , linte și năut, plante rădăcinoase , cum ar fi ceapa , usturoiul și ridichia,  salata verde si pătrunjelul .  
Cultivarea fructelor era  o preocupare majoră, fiindcă spre deosebire de cerealele și leguminoasele, fructele aveau nevoie de tehnici agricole mai   mai complexe, necesitând utilizarea sistemelor de irigare .Primele roade   cultivate erau  curmalele de  palmier    și rareori  fructe ce au fost preluate din alte influențe culturale, precum strugurii, smochinele și pepenii verzi . Roșcovele,  măslinele , merele si rodiile  au fost introduse la egipteni în timpul Noului Regat . Mai târziu, în timpul perioadei greco-romane  au fost introduse piersicile și perele.

### Plante industriale

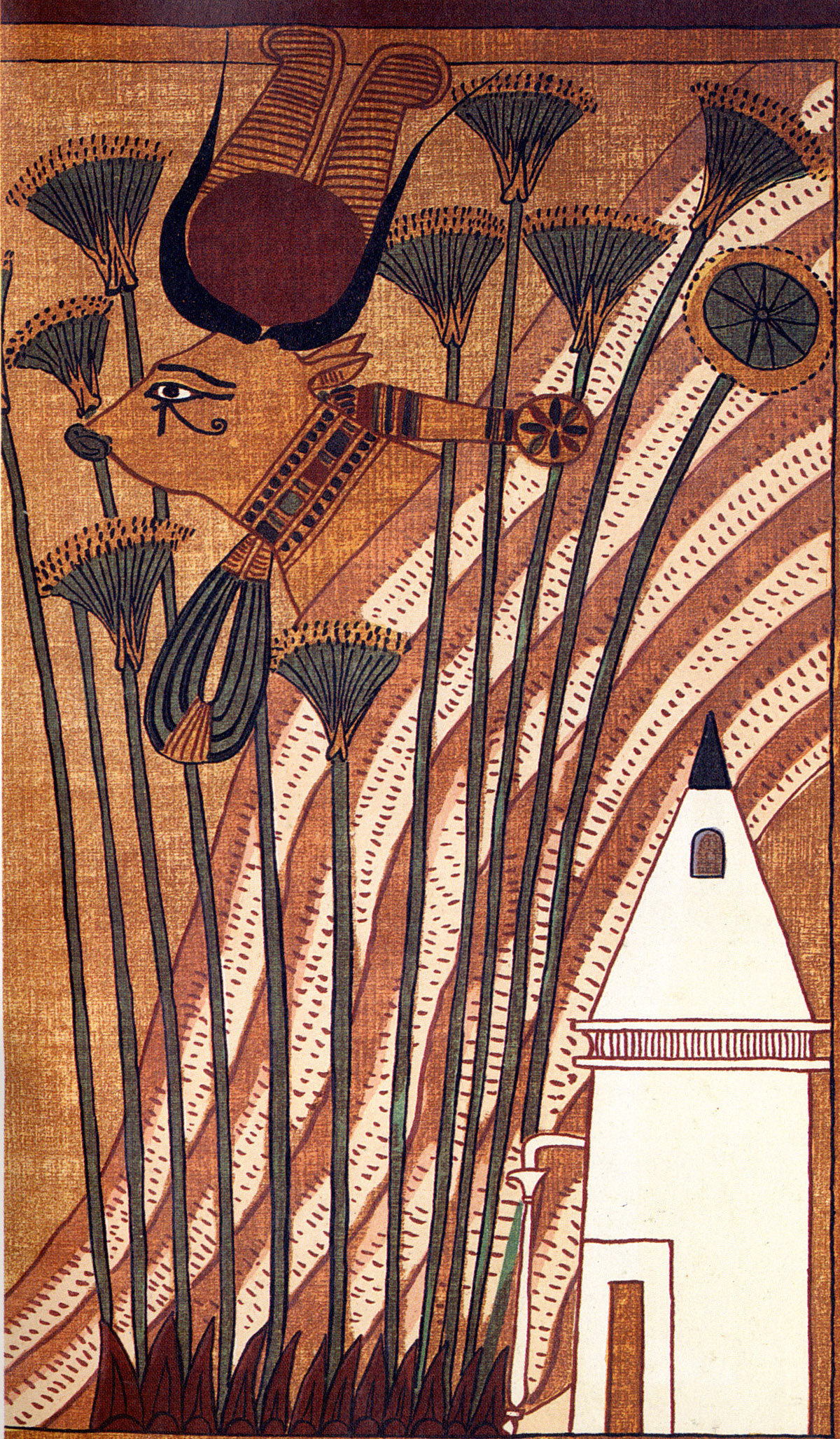
Papirusul

Egiptenii s-au bazat pe agricultură și pentru cultivarea plantelor industriale.  Le utilizau  în medicină , practici religioase, precum și în producția de îmbrăcăminte . Utilizarea ierburilor era  variată, fiind folosite în gătit , medicină, ca produse cosmetice și în procesul de îmbălsămare . Peste 2000 de specii diferite de flori sau plante aromatice au fost găsite în morminte .   
Papirusul era  crescut sălbatic și a fost cultivat.  
Rădăcinile de plante erau consumate ca hrană, dar și utilizate  ca o cultură industrială . Tulpinile de plante, trestia sau stuful erau  utilizate pentru a face bărci, preșuri și hârtie. Inul a avut ca utilizare  producția de frânghii, lenjeriil și producția hainelor. Henna a fost cultivată pentru producția de vopsea .
Culegeau florile de lotus care conțineau un  colorant, utilizat în medicină pentru a reduce inflamația rănilor.

## Creșterea animalelor

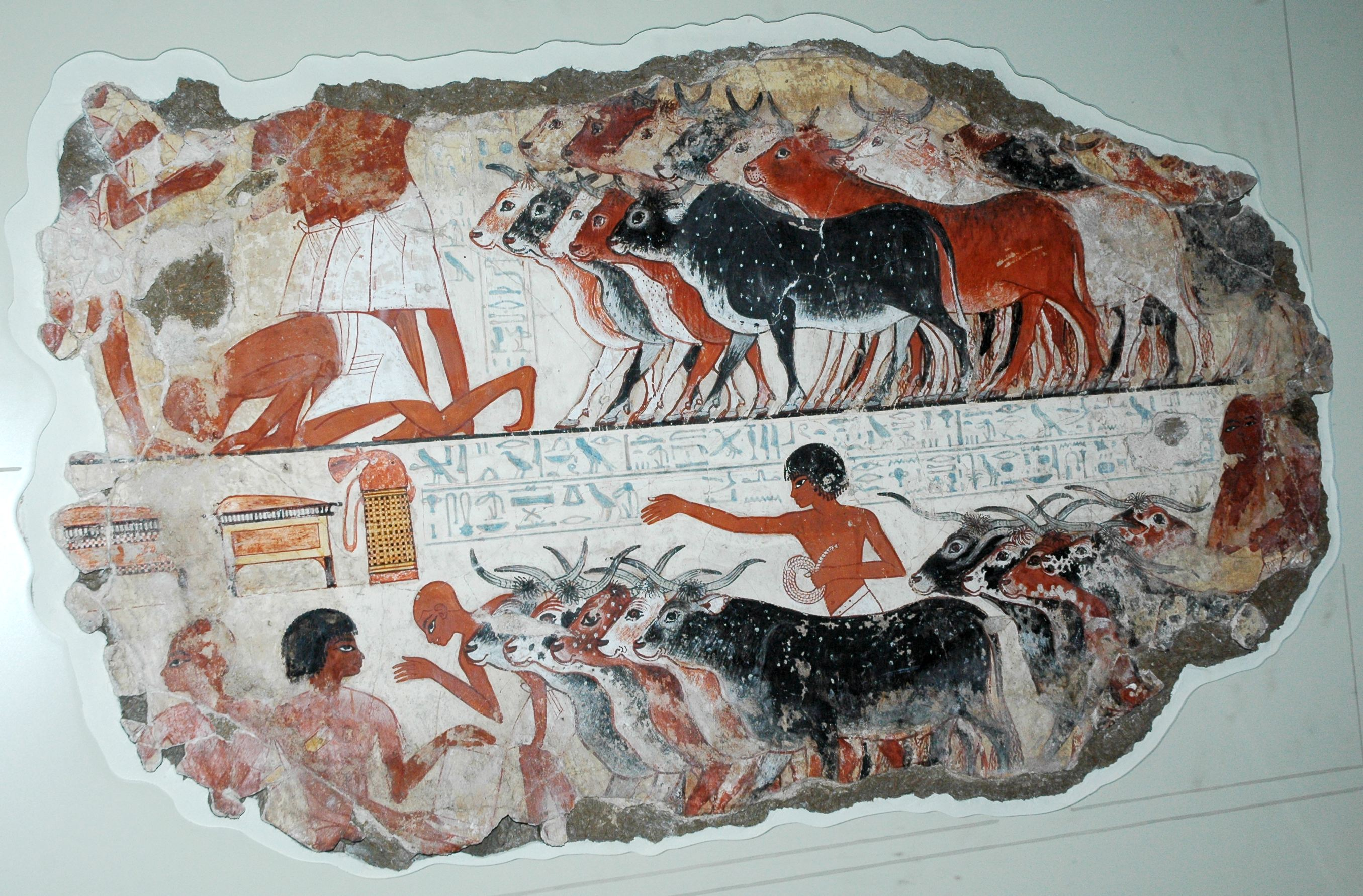
Bovine

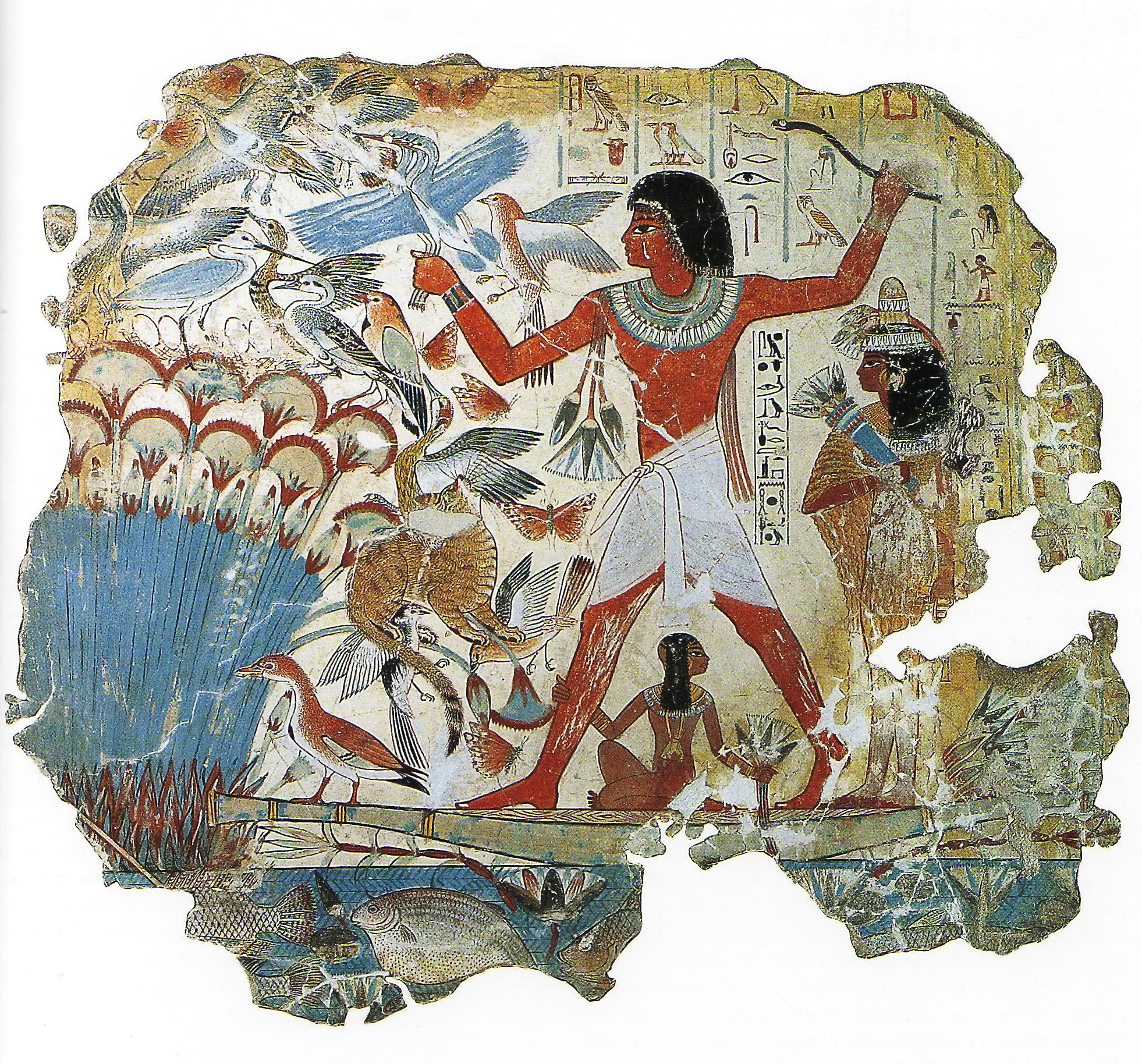
Scena de vanatoare a ibisilor

Egiptenii creșteau bovine, oi, porci, păsări și capre pentru hrană. Egiptenii din antichitate foloseau măgari și boi pentru ararea câmpurilor și călcarea în picioare a semințelor din sol .  Egiptenii au încercat să îmblânzească alte animale, cum ar fi antilopa , ibexul sau oryxul.
Au practicat apicultura pentru a obține mierea, utilizată în alimentație ca îndulcitor, dar și în medicină ca medicament pentru prevenirea infecției rănilor.
În perioada în care nu aveau loc inundațiile, egiptenii pescuiau sau vânau. Egiptenii bogați dețineau un tip de bumerang pe care îl utilizau ca să vâneze rațele, struții sau ibișii.
Egiptenii au avut de furcă de-a lungul istoriei cu hipopotamii și crocodilii.Câinii, pisicile și maimuțele erau animale de companie comune , în timp ce animalele de companie mai exotice importate din inima Africii , cum ar fi leii , erau rezervate pentru nobili și curtea regală.

## Religie, astronomie și agricultură

Hapi

Vechii egipteni au monitorizat (urmărit) revărsările Nilului de mii de ani. Preoții au observat că Nilul își umflă apele când cea mai strălucitoare stea de pe cer, Sirius, apare pe bolta cerească, la mijlocul lui iulie, în zori, după o lungă perioadă în care nu putea fi văzută. Revărsările atingeau intensitatea maximă abia in luna septembrie, după care începeau să scadă.
Religia în Egiptul antic a fost un aspect foarte important al vieții de zi cu zi. Multe din ritualurile lor religioase s-au axat pe observațiile lor de mediu.  Ei au folosit religia ca o modalitate de a explica fenomenele naturale , cum ar fi inundațiile ciclice ale Nilului și producției agricole.  
Deși Nilul era direct responsabil pentru devărsări, egiptenii nu se închinau Nilului în sine. De fapt, ei nici măcar nu denumeau fluviul. Termenul de "Nil " nu este de origine egipteană. Egiptenii le mulțumeau zeilor precum Hapi  pentru recoltele bogate.
Zeul Osiris a fost, de asemenea, asociat  Nilului și fertilității  terenului. În timpul festivalurilor de  inundații, figurinele din noroi ce îl reprezentau pe  Osiris erau îngropate în culturile de orz.
Egiptenii împărțeau anul în 12 luni, grupate în trei sezoane/anotimpuri agricole:
- Akhet(iunie-septembrie) : Sezonul Devărsării Nilului:odihnă- în acest timp, mulți fermieri lucrau pentru faraon, contribuind la construirea piramidelor sau templelor
- Peret (octombrie-februarie): Sezonul Retragerii Nilului: arat și semănat-în luna octombrie, apele se retrăgeau, lăsând în urmă un strat de sol bogat, negru. Acest sol fertil era   apoi arat și însămânțat.
- Shemu(martie-mai):  Sezonul Recoltării:recoltare: roadele erau culese și erau reparate canalele gata pentru inundațiile viitoare